# Вікторія (фільм, 2015)
«Вікторія» (нім. Victoria) — німецький драматичний фільм, знятий Себастьяном Шиппером. Світова прем'єра стрічки відбулась 7 лютого 2015 року в головному конкурсі Берлінського кінофестивалю, де отримала «Срібного ведмедя» за операторську роботу. Також фільм був показаний на Одеському міжнародному кінофестивалі та міжнародному кінофестивалі у Торонто. Стрічка виграла у шести категоріях кінопремії Німеччини, включаючи категорію «Найкращий фільм». Фільм був одним із восьми, що увійшли до шорт-листа Німеччини на здобуття премії «Оскар-2016» у номінації «найкращий фільм іноземною мовою». Однак, «Вікторія» програла фільму «У лабіринті мовчання», так як була дискваліфікована за високий відсоток англійської мови. Також фільм відомий за свій стиль зйомки — він знятий одним дублем без монтажних склеювань. В український широкий стрічка вийшла 10 грудня 2015 року.

## У ролях
- Лая Коста — Вікторія
- Фредерік Лау — Сонне
- Франц Роговський — боксер
- Макс Мауфф — Фасс
- Бурак Їгит — Блінкер
- Андре Генніке — Енді

## Визнання
| Нагороди та номінації фільму «Вікторія» | Нагороди та номінації фільму «Вікторія»                     | Нагороди та номінації фільму «Вікторія»           | Нагороди та номінації фільму «Вікторія»       | Нагороди та номінації фільму «Вікторія» | Нагороди та номінації фільму «Вікторія» |
| Рік                                     | Кінопремія / Кінофестиваль                                  | Категорія / Нагорода                              | Номінант                                      | Результат                               |                                         |
| --------------------------------------- | ----------------------------------------------------------- | ------------------------------------------------- | --------------------------------------------- | --------------------------------------- | --------------------------------------- |
| 2015                                    | Берлінський кінофестиваль                                   | «Золотий ведмідь» за найкращий фільм              | «Вікторія»                                    | Номінація                               |                                         |
| 2015                                    | Берлінський кінофестиваль                                   | «Срібний ведмідь» за найкращу операторську роботу | Стурла Брандт Грьовлен                        | Перемога                                |                                         |
| 2015                                    | Берлінський кінофестиваль                                   | Нагорода журі Berliner Morgenpost                 | «Вікторія»                                    | Перемога                                |                                         |
| 2015                                    | Берлінський кінофестиваль                                   | Приз гільдії німецького артхаус-кіно              | «Вікторія»                                    | Перемога                                |                                         |
| 2015                                    | Буенос-айреський міжнародний кінофестиваль незалежного кіно | Найкращий фільм                                   | «Вікторія»                                    | Номінація                               |                                         |
| 2015                                    | Кінопремія Німеччини                                        | Найкращий фільм                                   | «Вікторія»                                    | Перемога                                |                                         |
| 2015                                    | Кінопремія Німеччини                                        | Найкращий режисер                                 | Себастьян Шиппер                              | Перемога                                |                                         |
| 2015                                    | Кінопремія Німеччини                                        | Найкраща чоловіча роль                            | Фредерік Лау                                  | Перемога                                |                                         |
| 2015                                    | Кінопремія Німеччини                                        | Найкраща жіноча роль                              | Лая Коста                                     | Перемога                                |                                         |
| 2015                                    | Кінопремія Німеччини                                        | Найкраща операторська робота                      | Стурла Брандт Грьовлен                        | Перемога                                |                                         |
| 2015                                    | Кінопремія Німеччини                                        | Найкраща музика                                   | Нілс Фрам                                     | Перемога                                |                                         |
| 2015                                    | Кінопремія Німеччини                                        | Найкращий звук                                    | Маттіас Лемперт, Магнус Пфлюгер, Фабіан Шмідт | Номінація                               |                                         |
| 2015                                    | Мельбурнський міжнародний кінофестиваль                     | Нагорода глядачів за найкращий художній фільм     | «Вікторія»                                    | Номінація                               |                                         |
| 2015                                    | Норвезький міжнародний кінофестиваль                        | Нагорода норвезьких кінокритиків                  | «Вікторія»                                    | Перемога                                |                                         |
| 2015                                    | Кінофестиваль у Сан-Дієго                                   | Найкращий фільм                                   | «Вікторія»                                    | Перемога                                |                                         |
| 2015                                    | Сіднейський кінофестиваль                                   | Найкращий фільм                                   | «Вікторія»                                    | Номінація                               |                                         |